# Bílské knížectví
Bílské knížectví (polsky Księstwo Bielskie, německy Herzogtum Bielitz, latinsky Ducatus Bilicensis) bylo slezské stavovské panství a později knížectví ve Slezsku kolem města Bílsko. Bílsko bylo letech 1572 až 1751 menším stavovským panstvím (status minor), roku 1751 bylo povýšeno na svobodné stavovské panství (status maior), již roku 1752 bylo povýšeno na titulární knížectví a roku 1754 se stalo knížectvím s právy jako ostatní slezská knížectví.

## Historie
Od roku 1290 náleželo Bílsko k Těšínskému knížectví, kterému vládli těšínští Piastovci jako vazalové českého krále. Kníže Václav III. Adam roku 1553 panství prodal Kašparovi Wilczkovi, od něhož je roku 1565 znovu odkoupil.

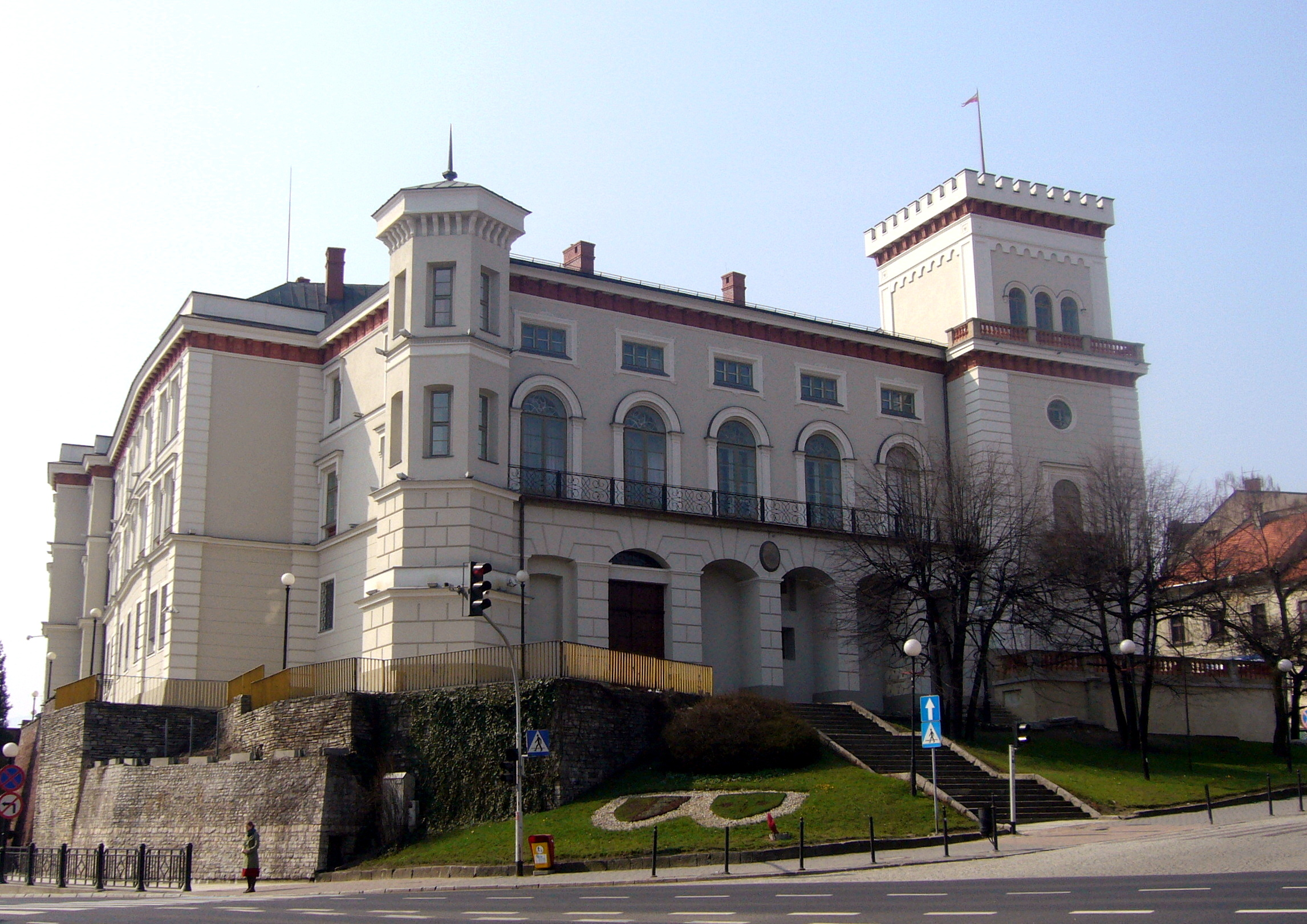
Hrad Sulkovských v Bílsku-Bělé

Pro velkou zadluženost těšínského spoluknížete Fridricha Kazimíra (dlužil na 244 000 tolarů) bylo panství krátce po jeho smrti roku 1572 odprodáno Karlu Promnitzovi, vyňato z přímé podřízenosti těšínských knížat a povýšeno na menší stavovské panství (status minor). Roku 1582 bylo Bílsko prodáno Adamu Schaffgotschovi, který jej po deseti letech prodal uherskému rodu Sunneghů (Suneků). Roku 1724 panství zakoupil Jindřich Vilém hrabě Solms z Wildenfelsu. Jeho syn, hrabě Bedřich Ludvík jej roku 1743 prodal Bedřichovi Vilémovi hraběti Haugwitzovi. Roku 1751 královna Marie Terezie panství povýšila na svobodné stavovské panství status maiores, takže Bílsko mohlo posílat svého představitele na zemský sněm a vydalo si vlastní základní zákon (Landesregierung). Roku 1752 panství zakoupil Alexandr Josef Sułkowský, který po Marii Terezii vymohl povýšení na knížectví a roku 1754 byla bílskému panství přiznána práva podobná Těšínskému knížectví. Knížectví nebylo postoupeno Prusku a pozbylo svůj status až roku 1849, kdy zaniklo při správní reformě. Po rozdělení Těšínska v roce 1920 připadlo jeho území Polsku.